# Hydroment
Hydroment bezeichnet Spezialputze für feuchtes und salzhaltiges Mauerwerk. Eine spezielle chemische Zusammensetzung ermöglicht die Anwendung dieses Putzes vor allem für die Sanierung und Instandsetzung geschädigter Mauerflächen. Hydroment gibt es seit den 1940er Jahren. Nach vorübergehendem Verschwinden vom Markt wird dieses Material ab den 1970er Jahren wieder produziert und eingesetzt.
Das hier dargestellte Bauhilfsmaterial ist nicht zu verwechseln mit einem gleichnamigen hydraulisch gesteuerten Werkzeugsortiment.

## Geschichte
Der wissenschaftliche Fortschritt in der ersten Hälfte des 20. Jahrhunderts veranlasste Chemiker vor allem im Auftrag von Architekten, Bauherren und Denkmalpflegern in Zusammenarbeit mit der Baumaterialien-Industrie, einen speziellen Putzmörtel zu entwickeln, der vorhandene Bauschädigungen stoppen kann und gleichzeitig einen neuen vollwertigen Schutz für die Gebäudeflächen darstellt. Der Name Hydroment des so entstandenen Bauhilfsstoffs wurde abgeleitet von Hydro~ (griechisch für Wasser) und Zement. Er besteht unter anderem aus Sand, Zement und speziellen porenbildenden Beimischungen wie Blähglas, die Wasserdampf leicht hindurchlassen und somit eine Salzbildung im Putz verhindern. Hydroment wird deswegen auch einfach Entfeuchtungsputz genannt. Er wird wegen der besseren Wirkung in mehreren bis zu 20 Millimeter dicken Lagen nacheinander aufgebracht. Auch nach später eindringender Feuchtigkeit haftet er fest auf dem Untergrund.
Durch größere Neubauten und neuere Materialien verlor dieser Spezialputz nach dem Zweiten Weltkrieg allmählich seine Bedeutung. Er wurde in den folgenden Jahren nicht mehr angeboten. Erst in den 1970er Jahren wurde die Erzeugung dieses Spezialputzes in der Bundesrepublik Deutschland wieder aufgenommen. Er erhielt die patentierte Bezeichnung Hydroment® Transputz, trägt das CE-Zeichen und entspricht der europäischen Norm DIN EN 998-1 für Putzmörtel. Nach Angaben eines Herstellers wurden damit bereits mehrere Millionen Quadratmeter feuchten Mauerwerks, überwiegend in Deutschland, erfolgreich saniert. Er wird seither permanent weiterentwickelt.

## Früheres Hydromentwerk in Berlin
Im 20. Jahrhundert wurde im Ortsteil Berlin-Rummelsburg des heutigen Bezirks Lichtenberg von Berlin eine Fabrikation für Hydroment aufgebaut. Die Entwürfe für die Produktionsgebäude stammen von dem Architekten Georg Leowald. Diese Hydromentwerk Rummelsburg genannte Fabrik befand sich in unmittelbarer Nachbarschaft des Kraftwerks Klingenberg. Sie erhielt die erforderlichen Grundstoffe auf dem Wasserweg. Nach Beendigung des Zweiten Weltkriegs wurde die Produktion wegen Zerstörung der Fabrikhallen vorübergehend eingestellt. Die sowjetische Stadtkommandantur nutzte die Gebäudereste von 1947 bis 1949 als Befehlsbau. Die noch vorhandenen kriegsbedingten Zerstörungen wurden ab 1949 repariert. 1951 begann das neue Hydromentwerk wieder mit der Produktion von Bindemitteln. 1964 wurde es Teilbetrieb des VEB Zementwerk Rüdersdorf und führte in Rummelsburg nur den Mahlbetrieb fort. 1972 stellte es die Bindemittelproduktion gänzlich ein, nahm aber 1974 die Produktion von Zement wieder auf und trat auf dem Markt als VEB Betonwerk Rummelsburg auf, das sich auf die Produktion von Fertig-Betonplatten für den Wohnungsbau spezialisierte. Nach dem Ende der DDR wurde das Werk privatisiert und technisch modernisiert und zum Zementwerk Berlin.

Hydromentwerk Rummelsburg
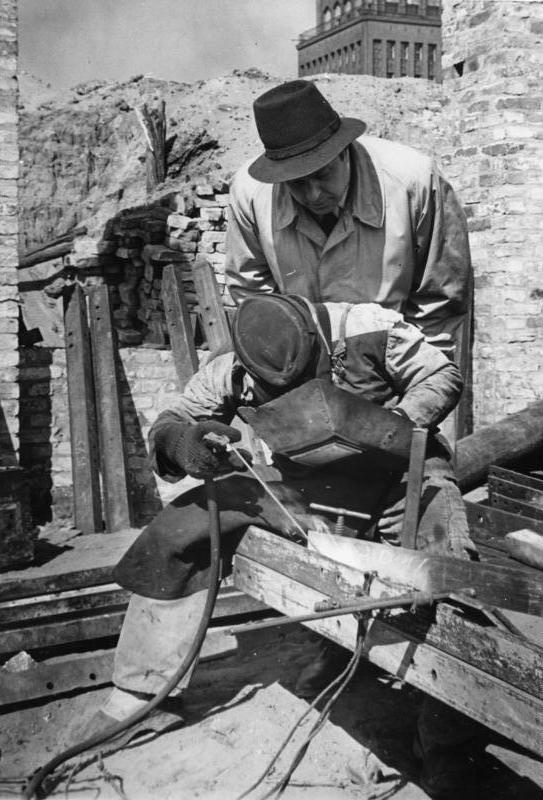
1949: Reparaturarbeiten unter Aufsicht des Architekten Leowald
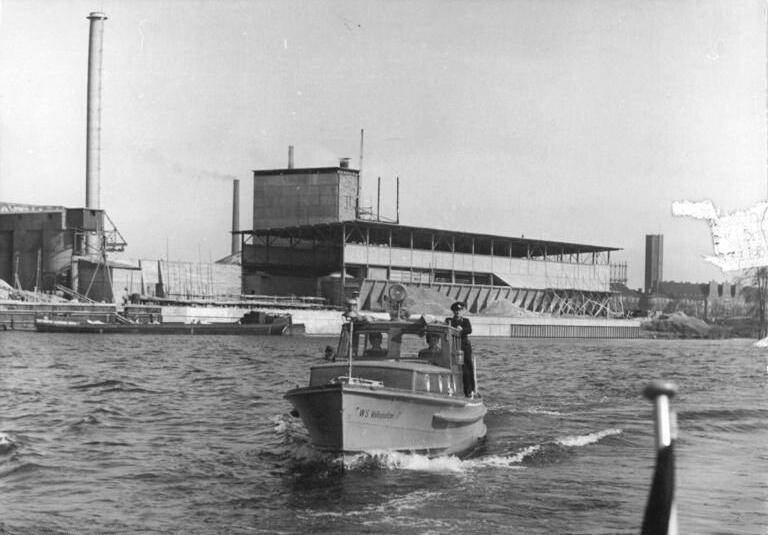
1951: Hydromentwerk im Hintergrund
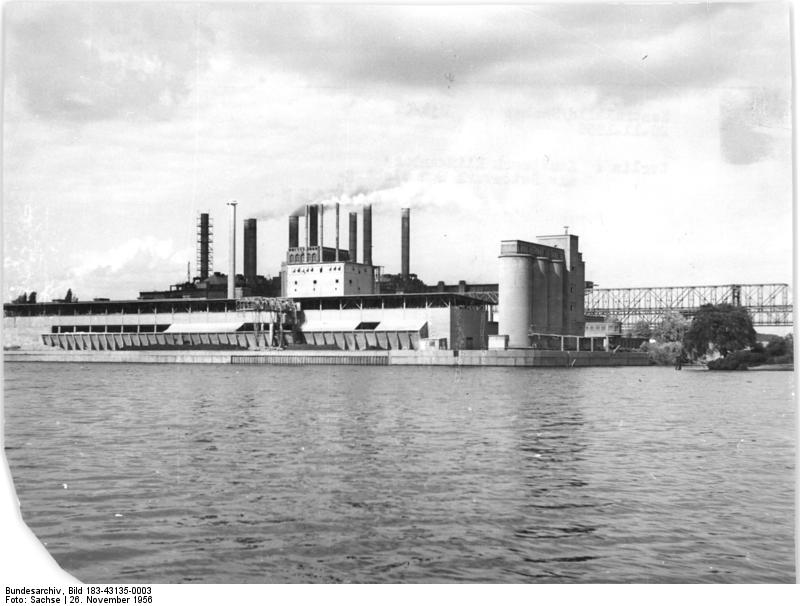
1956: Als Betonwerk Rummelsburg